# 牛筋面

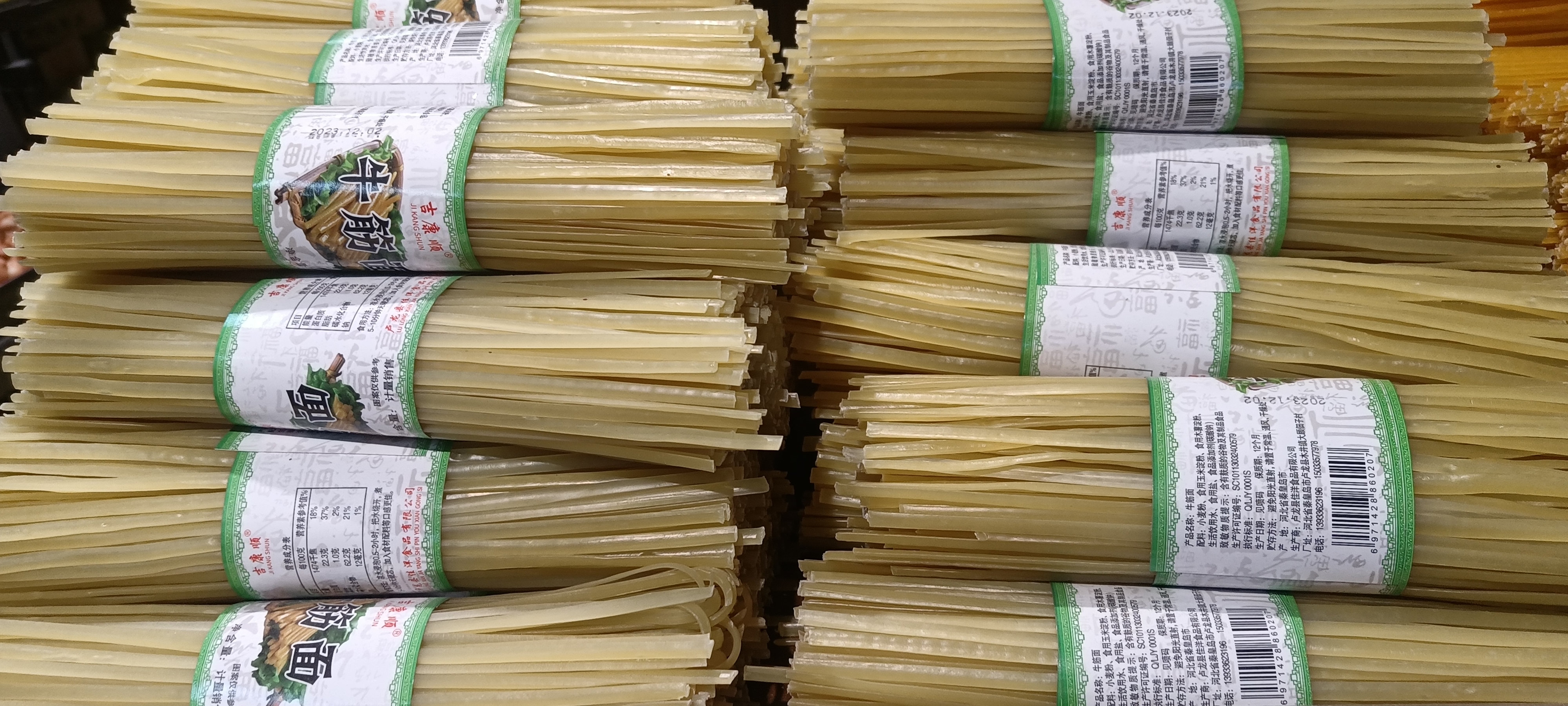
牛筋面

牛筋麵是中国中西部地区的小吃之一。牛筋麵以小麦粉、玉米淀粉、水等为主要材料，再經過手工半机械式操作。春、夏、秋三季主要是凉拌, 冬季热炒或放在汤中。